# NGC 6304
NGC 6304 је збијено звездано јато у сазвежђу Змијоноша које се налази на NGC листи објеката дубоког неба.
Деклинација објекта је - 29° 27' 42" а ректасцензија 17h 14m 32,5s. Привидна величина (магнитуда) објекта NGC 6304 износи 8,3. NGC 6304 је још познат и под ознакама GCL 56, ESO 454-SC2.